# Sadżad
Sadżad (arab. سجد) – nieistniejąca już arabska wieś, która była położona w Dystrykcie Ramli w Mandacie Palestyny. Wieś została wyludniona i zniszczona podczas I wojny izraelsko-arabskiej, po ataku Sił Obronnych Izraela w dniu 9 lipca 1948.

## Położenie
Sadżad leżała na pograniczu Szefeli z górami Judei. Według danych z 1945 do wsi należały ziemie o powierzchni 2 795 ha. We wsi mieszkało wówczas 370 osób.
| własność gruntów | powierzchnia gruntów (hektary) |
| ---------------- | ------------------------------ |
| Arabowie         | 0                              |
| Żydzi            | 0                              |
| publiczne        | 2 795                          |
| Razem            | 2 795                          |

| Rodzaj użytkowanych gruntów | Arabowie (hektary) | Żydzi (hektary) |
| --------------------------- | ------------------ | --------------- |
| uprawy zbóż                 | 1 687              | 0               |
| nieużytki                   | 1 089              | 0               |
| zabudowane                  | 19                 | 0               |

## Historia
Wieś Sadżad powstała w XIX wieku przy okazji budowy linii kolejowej do Jerozolimy. W miejscu tym znajdowała się stacja kolejowa. Właścicielem okolicznych gruntów był rząd, który dzierżawił ziemię chłopom. W okresie panowania Brytyjczyków Sadżad rozwijała się jako niewielka wieś.
Podczas I wojny izraelsko-arabskiej w nocy z 8 na 9 lipca 1948 Siły Obronne Izraela rozpoczęły operację An-Far, podczas której Sadżad została zajęta i całkowicie wysiedlona. Wszystkie jej domy zostały spalone i zniszczone

## Miejsce obecnie
Rejon wioski zajmuje obecnie baza wojskowa Sił Obronnych Izraela.
Palestyński historyk Walid Chalidi, tak opisał pozostałości wioski Sadżad: „Teren jest zamkniętą strefą wojskową”.